# Asolene pulchella
Asolene pulchella е вид коремоного от семейство Ampullariidae.

## Разпространение
Видът е разпространен в Аржентина (Буенос Айрес и Санта Фе) и Боливия.